# Rheumaptera fimbriata
Rheumaptera fimbriata là một loài bướm đêm trong họ Geometridae.